# Walter Haymann (Künstler)
Walter Haymann (* 21. Dezember 1926 in Zürich; gestorben am 23. Dezember 2011 ebenda) war ein schweizerisch-jüdischer Künstler und Schüler von Ernst Gubler und Johannes Itten an der Zürcher Kunstgewerbeschule.

## Biografie
Walter Haymann war Sohn des Zahnarztes Detmar Haymann und der Pianistin und Sängerin Erna Haymann (geb. Weil). Seine zwei Jahre ältere Schwester Trudi starb 1937, was Haymann zeitlebens beschäftigte. 1945 schloss Haymann die Matura in Zürich ab und begann sein Studium an der Kunstgewerbeschule Zürich bei Ernst Gubler, Heinrich Müller und Johannes Itten. 1947 wechselte er an die Académie de la Grande Chaumière u. a. zu Othon Friesz. Ein Jahr später lebte und malte Haymann während eines Studienaufenthalts in Arles in der Provence. 1949 studierte er an der Académie de André Lhote in Paris.
Haymann leistete 1950 einen Arbeitseinsatz im Kibbuz Nachschonim in Israel. Im Jahre 1953 wurde er Mitglied des Zürcher Künstlerkreises «Der Ring». Haymann reiste 1956 für einen Studienaufenthalt nach Sizilien. 1958 absolvierte er die Ausbildung zum Zeichenlehrer an der Kunstgewerbeschule in Zürich. Darauf folgten Anstellungen im Internat Glarisegg, an der AKAD Zürich, sowie an der MARS Zürich.
1984 heiratete Haymann die polnische Holocaust-Überlebende Irene Keller aus Krakau, die er seit 1959 kannte. Das Paar reiste nach Italien, Frankreich, Griechenland und Israel, es blieb kinderlos. Die Bekanntschaft mit dem Galeristen Rudolf Maag 1995 führte zur Ausstellung in Maags «Gallaria Chesina» in Sils. In der Folge vertrat ihn Magg und zeigte jährlich Ausstellungen mit Haymanns Werken. 2010, einem Jahr vor seinem Tod 2011, gründete er die Walter Haymann-Stiftung in Zürich.

## Werke
Walter Haymann malte expressionistische, farbstarke Ölbilder und Pastellzeichnungen. Sein Werk umfasst 3000 Bildern in unterschiedlichen Formaten, der Grossteil auf Graukarton gemalt. Sein Werk prägen Blumen- und Objektstillleben, Landschaftsbildern und Impressionen aus dem jüdischen Leben, von denen viele heute in der Sammlung des Jüdischen Museums der Schweiz bewahrt werden. Vorbilder waren sein Lehrer Ernst Gubler, Paul Cézanne und die Fauvisten. Sein Frühwerk ist farblich schwächer, das Spätwerk intensiver. Haymann malte im Atelier, oft nach Pastellskizzen oder Fotos.

## Galerie

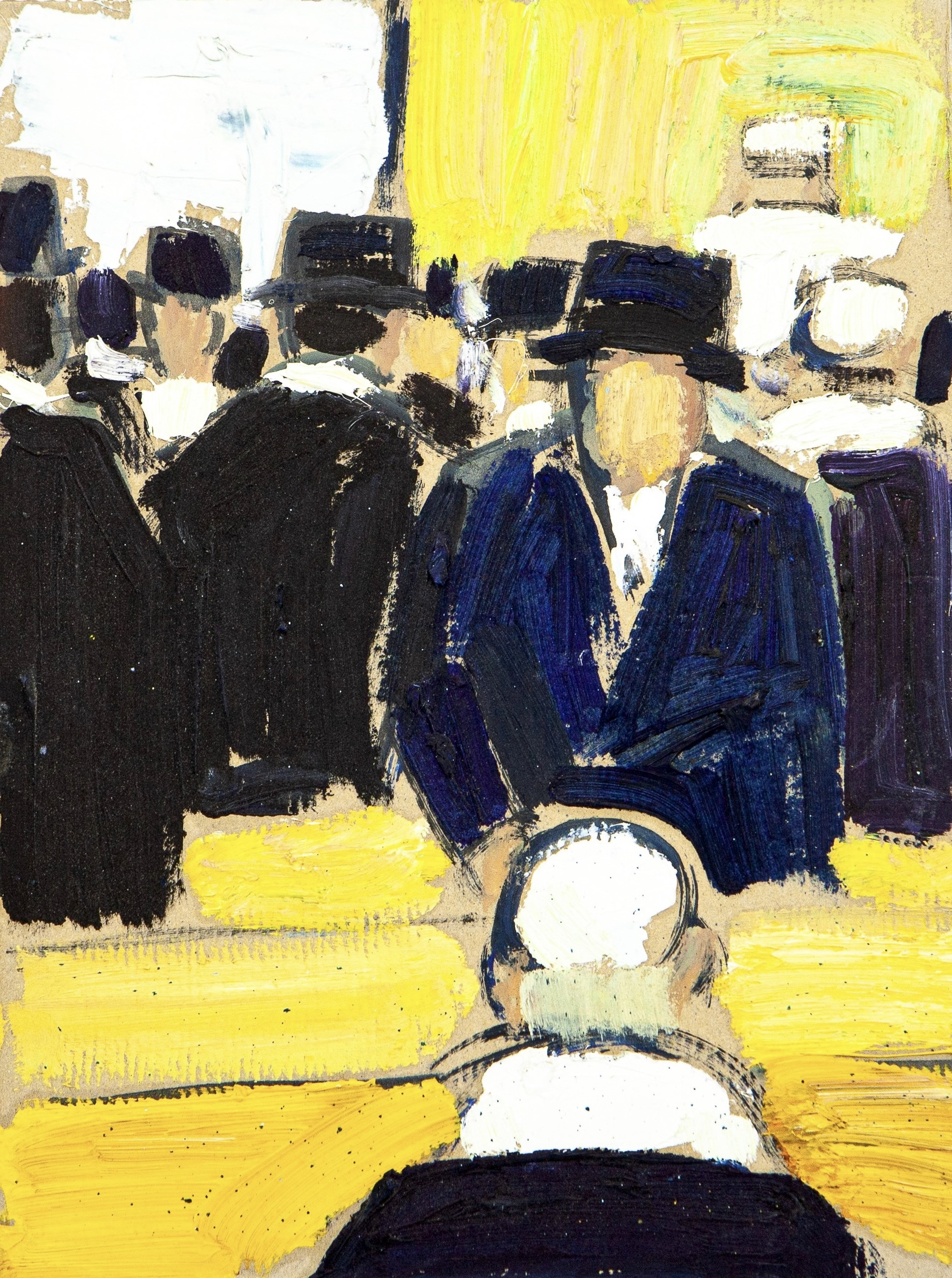

## Ausstellungen
- 1949: Gruppenausstellung «Junge Zürcher Künstler» im Kunsthaus Zürich
- 1955: Gruppenausstellung «Der Ring» im Helmhaus Zürich
- 1956: «Schweizer Kunstausstellung» in der Messe Basel
- 1958: Einzelausstellung im Strauhof, Zürich mit Bildern und Zeichnungen
- 1960: Gruppenausstellung «Der Ring» Bildhauer und Maler Zürich I. im Museum zu Allerheiligen, Schaffhausen
- 1966: Gruppenausstellung «Zürcher Künstler» in der Messe Basel
- 1970: Ausstellung in der Galerie Burgdorfer-Elles in Zürich
- 1987: Ausstellung in der Galerie Baumberger in Zürich
- 1995: Ausstellung in Maags «Gallaria Chesina» in Sils
- 1996: Ausstellung in der Galerie zum weissen Wind in Zürich
- 2003: Ausstellung im Turm des Polenmuseums in Rapperswil[1]

## Stiftung
Im Jahr 2010 gründete Haymann die Walter Haymann-Stiftung mit Sitz in Zürich. Sie bezweckt den Erhalt, die Pflege und Bekanntmachung seines künstlerischen Werkes sowie die Förderung und finanzielle Unterstützung der Schweizer Maler- und Bildhauerkunst mittels Preisverleihungen und Atelier-Stipendien, Werkbeiträgen, Ankauf von Werken und Ausstellungsbeiträgen. Die Stiftung arbeitet unter anderem an einem Online-Werkverzeichnis, macht Haymanns Familiengeschichte zugänglich, zeigt Ausstellungen seiner Werke und arbeitet an der Verwirklichung weiterer Stiftungsziele.